# 왜성대

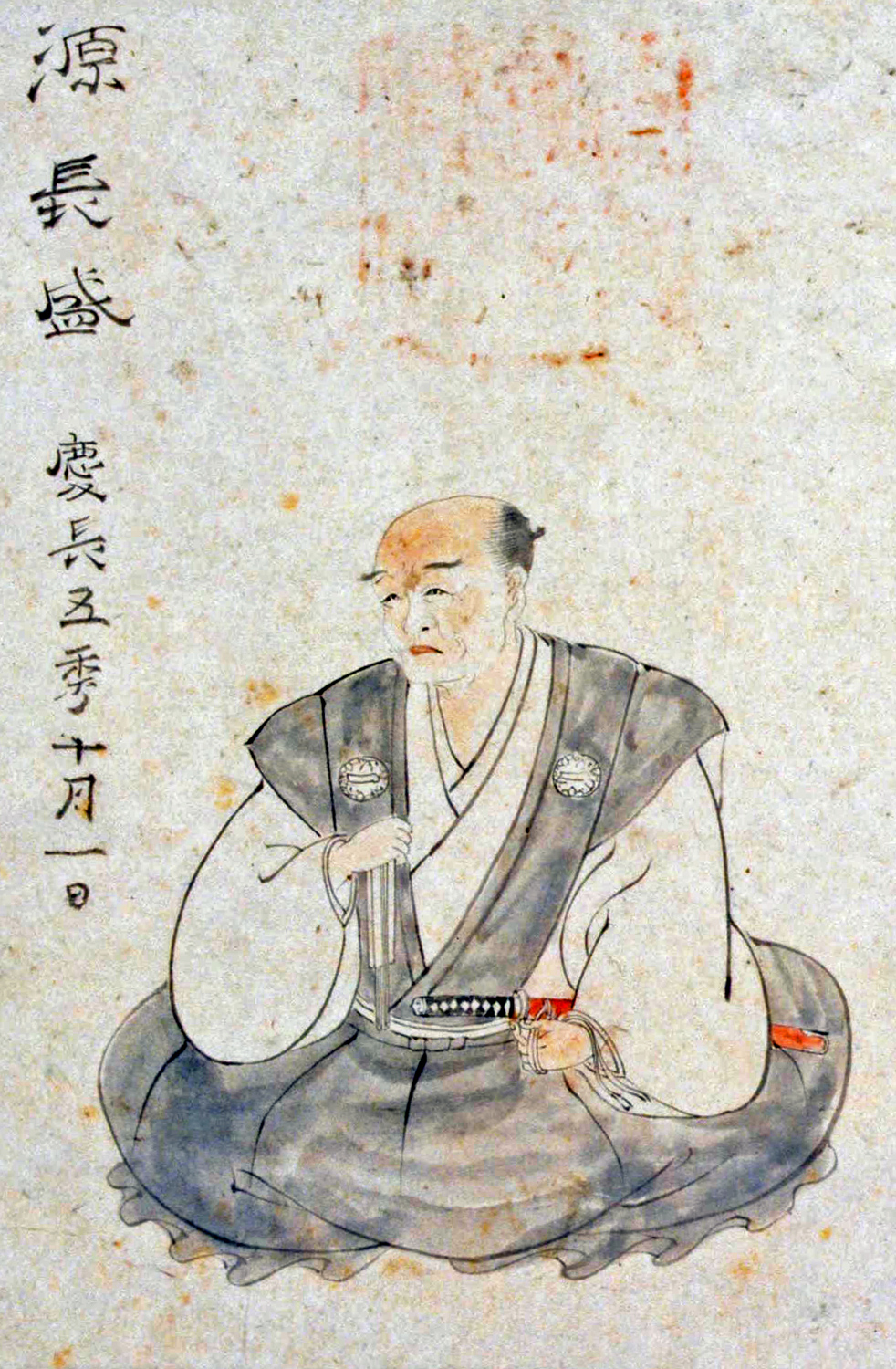
마시타 나가모리

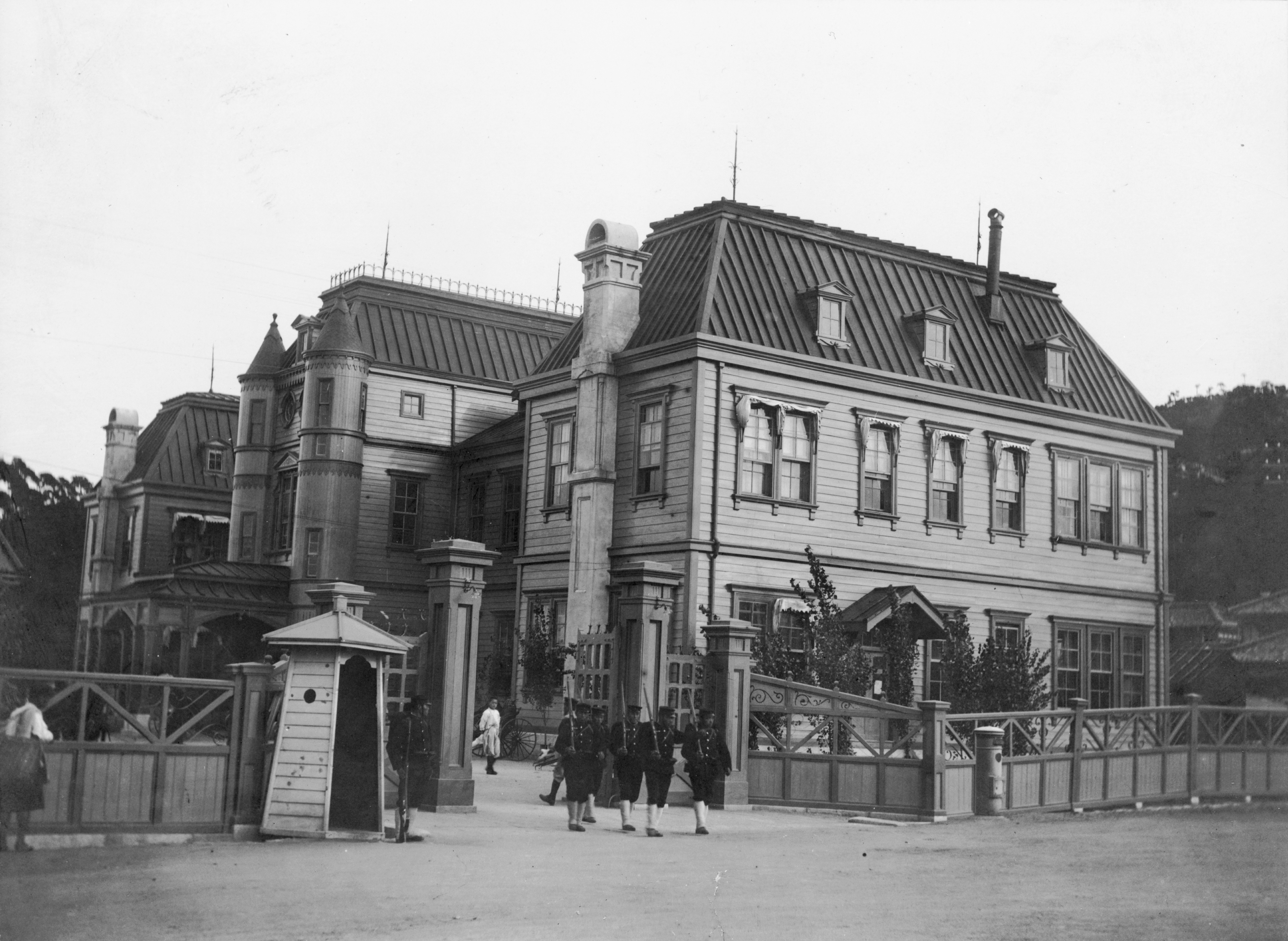
조선총독부 청사

왜성대(倭城臺)는 조선시대의 지명으로 현재 서울특별시 중구 예장동·회현동1가에 걸쳐 있던 지역이다.

## 개요
임진왜란 때 왜군들이 주둔한 데서 마을이름이 유래되었다. 이곳에 조선시대에 군사들이 무예를 연습하던 훈련장인 무예장이 있었으므로 무예장을 줄여 예장 혹은 예장골이라 하였다. 이후 1885년 도성(都城)내에 일본인의 거류가 허용되자 일본인들이 남산 주변 지역에 정착하면서, 임진왜란 때 이 지역이 일본군 왜장 마시타 나가모리를 비롯한 왜군의 주둔지였었기 때문에 자신들의 왜장 혹은 왜성(倭城)과 관련 있다고 보고, 이곳을 왜장 · 왜장터 · 왜성대 등으로 불렀다. 그러나 1946년 법정동명으로 예장동을 정한 것은 왜장에 근거한 것이 아니라, 우리 고유의 예장골을 따른 것이다.
대한제국 때에는 일본공사관이 있었고 1905년 을사조약이 체결된 이후에는 통감부 청사가 위치하였다. 1910년 한일 병합 조약(韓日倂合條約) 이후에는 통감부 청사가 조선총독부 청사로 사용되었다. 현재는 남산공원이다.

## 같이 보기
- 임진왜란
- 왜성
- 일본군
- 일본인
- 남산
- 마시타 나가모리
- 왜장
- 일제강점기
  - 대한제국
  - 조선총독부
  - 을사조약